# BBC Worldwide
«Би-би-си Уорлдвайд» («BBC Worldwide») — ограниченная компания, осуществлявшая в 1979—2018 гг. распространение фильмов, телефильмов и телесериалов на видеоносителях, продажу прав на их разовый показ другим телеорганизацию (в том числе и иностранным), продажу лицензий на производство по их мотивам других художественных произведений и сопутствующей продукции. До 1995 года называлась «Би-би-си Энтерпрайзес» («BBC Enterprises»)

## Телевещательная деятельность компании
Компания ведёт вещание по телепрограммам:
- с 19 июня 2002 до 11 июля 2007 года — BBC Food
- с 11 июля 2007 года — BBC Knowledge (образовательный канал);
- с 11 июля 2007 года — BBC Lifestyle;
- с 30 января 1994 года BBC Entertainment (развлекательный канал);
- с 2014 года — BBC First (киноканал);
- с 2015 года — BBC Brit ( киноканал);
- с 2015 года — BBC Earth (документальный канал);
- BBC America;
- BBC UKTV (канал для Австралии и Новой Зеландии)

## Владельцы
Владельцем компании являлась Британская радиовещательная корпорация.

## Правопреемники
В 2018 году компания была поглощена компанией «Би-би-си Студиос».